# Corbata

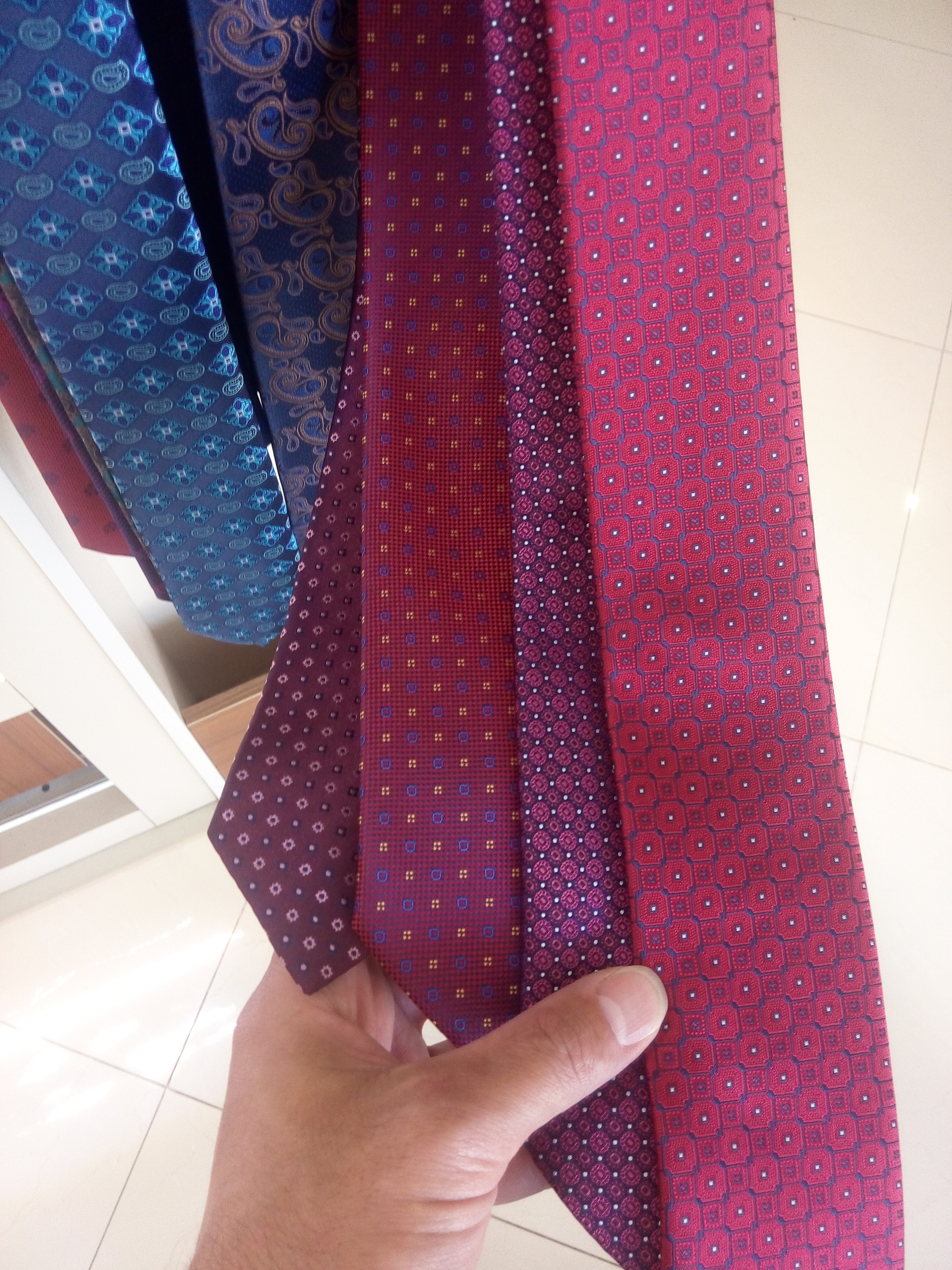
Corbatas de diferentes colores

La corbata es una prenda de vestir que sirve como complemento de la camisa, que consiste en una tira, generalmente hecha de seda u otro material que se anuda o enlaza alrededor del cuello, dejando caer sus extremos, con fines estéticos.

## Origen
Su nombre viene del italiano corvatta o cravatta, derivado de "croata". El origen data del año 1660, cuando los jinetes del ejército croata usaban pañuelos de color rojo al cuello.
Existen al menos dos tipos de corbatas: la larga, que es el tipo más usual actualmente, y la corta o "de moño". En la actualidad, es complemento de la camisa y el traje; asimismo, existen las corbatas de tipo estilizadas o estrechas, que también son conocidas como corte "slim".[cita requerida]

## Historia

### La Revolución Francesa
La fecha de nacimiento de la actual corbata se remonta a la segunda mitad del siglo XVII, con la llegada a Francia de los mercenarios croatas. Con su traje tradicional llevaban un pedazo de tela blanca, que llamaban 'hrvatska' (es decir: Croacia en idioma croata). La anudaban formando una rosita y dejando colgar las extremidades encima del pecho. La croatta les gustó mucho a los franceses que la adoptaron y llamaron cravate y luego se difundió por todo el mundo.

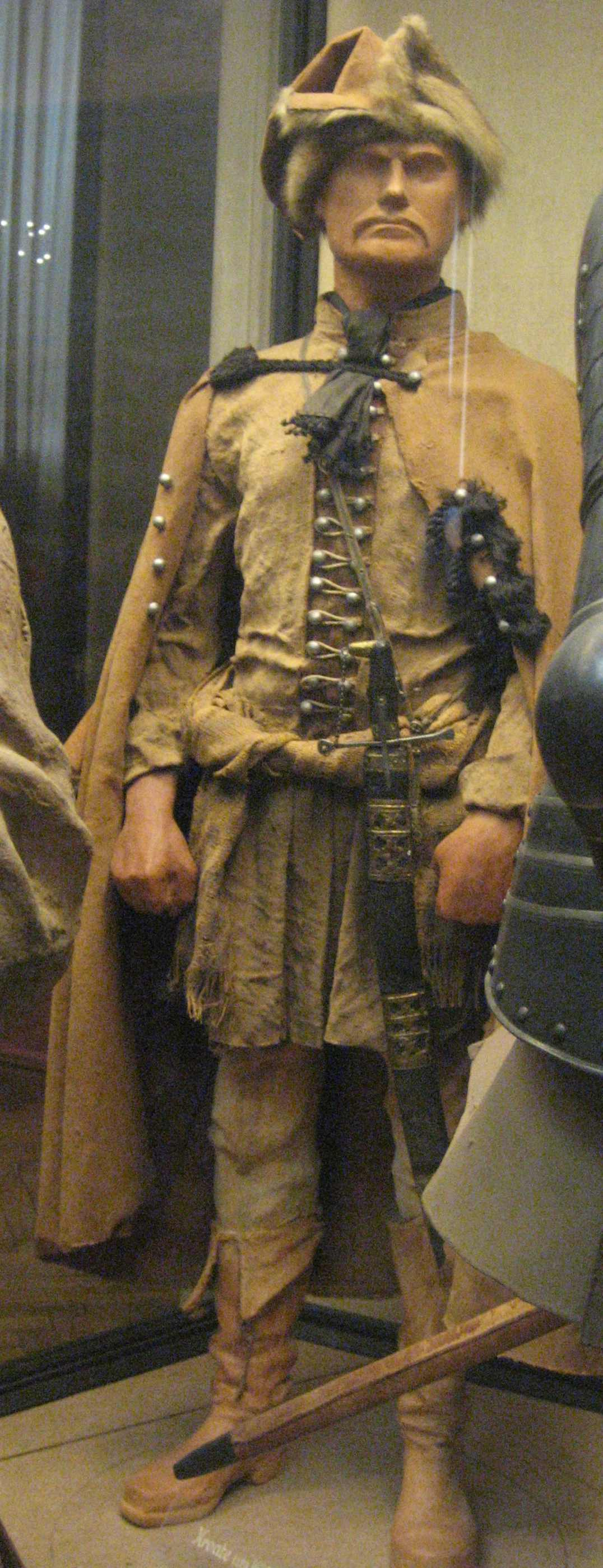
Traje de húsar croata de 1630 (Museo "Heeresgeschichtlches" de Viena).

Hacia el final del siglo XVII se impuso la costumbre de anudar suavemente la corbata al cuello, con las dos extremidades enhebradas en un ojal de la chaqueta o fijados con un broche. Durante la revolución francesa, la corbata se volvió un verdadero símbolo de estatus y por primera vez adquirió un valor político: el revolucionario la llevaba negra, mientras que el contrarrevolucionario se la ponía blanca.[cita requerida]

### 1710-1800: corbatas, solitarios, pañuelos, corbatas
En 1715 hizo su aparición otro tipo de corbata, llamada "stocks". El término se refería originalmente a un collar de cuero, atado por detrás, que llevaban los soldados para favorecer el mantenimiento de la cabeza alta en actitud militar.  La corbata de cuero también protegía los principales vasos sanguíneos del cuello de los ataques con sable o bayoneta. El General Sherman aparece con una corbata de cuero en varias fotografías de la época de la guerra civil estadounidense.

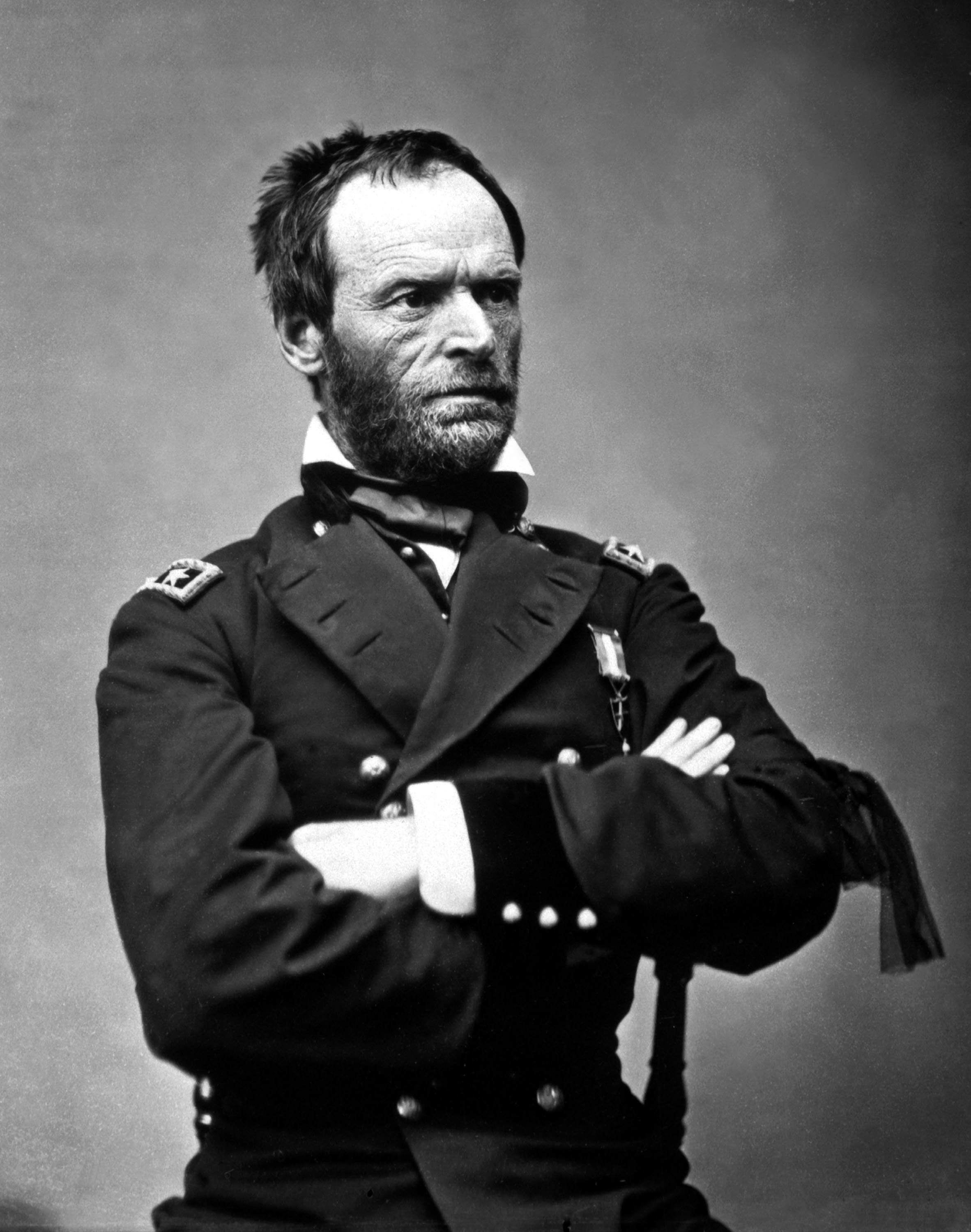
El estadounidense General Sherman llevando una corbata de cuero en el cuello.

Inicialmente, las corbatas de estoque eran sólo un pequeño trozo de muselina doblado en una estrecha banda que se enrollaba varias veces alrededor del cuello de la camisa y se sujetaba por detrás con un alfiler.  Estaba de moda que los hombres llevaran el pelo largo, más allá de los hombros. Las puntas se metían en una bolsa de seda negra que se llevaba en la nuca. Este peinado se denominaba "peluca bolsa", y la prenda que se llevaba en el cuello era el "cepo".
El solitario era una variante de la peluca bolsa. Esta forma llevaba cintas a juego cosidas alrededor de la bolsa. Una vez colocada la coleta, las cintas se llevaban hacia delante y se ataban en un gran lazo delante de la persona que la llevaba.
En algún momento a finales del siglo XVIII, los corbatas comenzaron a hacer su aparición de nuevo. Esto puede atribuirse a un grupo de jóvenes llamados los macaronis (como se menciona en la canción "Yankee Doodle"). Se trataba de jóvenes ingleses que regresaban de Europa y traían de Italia nuevas ideas sobre la moda. Los contemporáneos franceses de los macaronis eran los "petits-maîtres" y los incroyables.

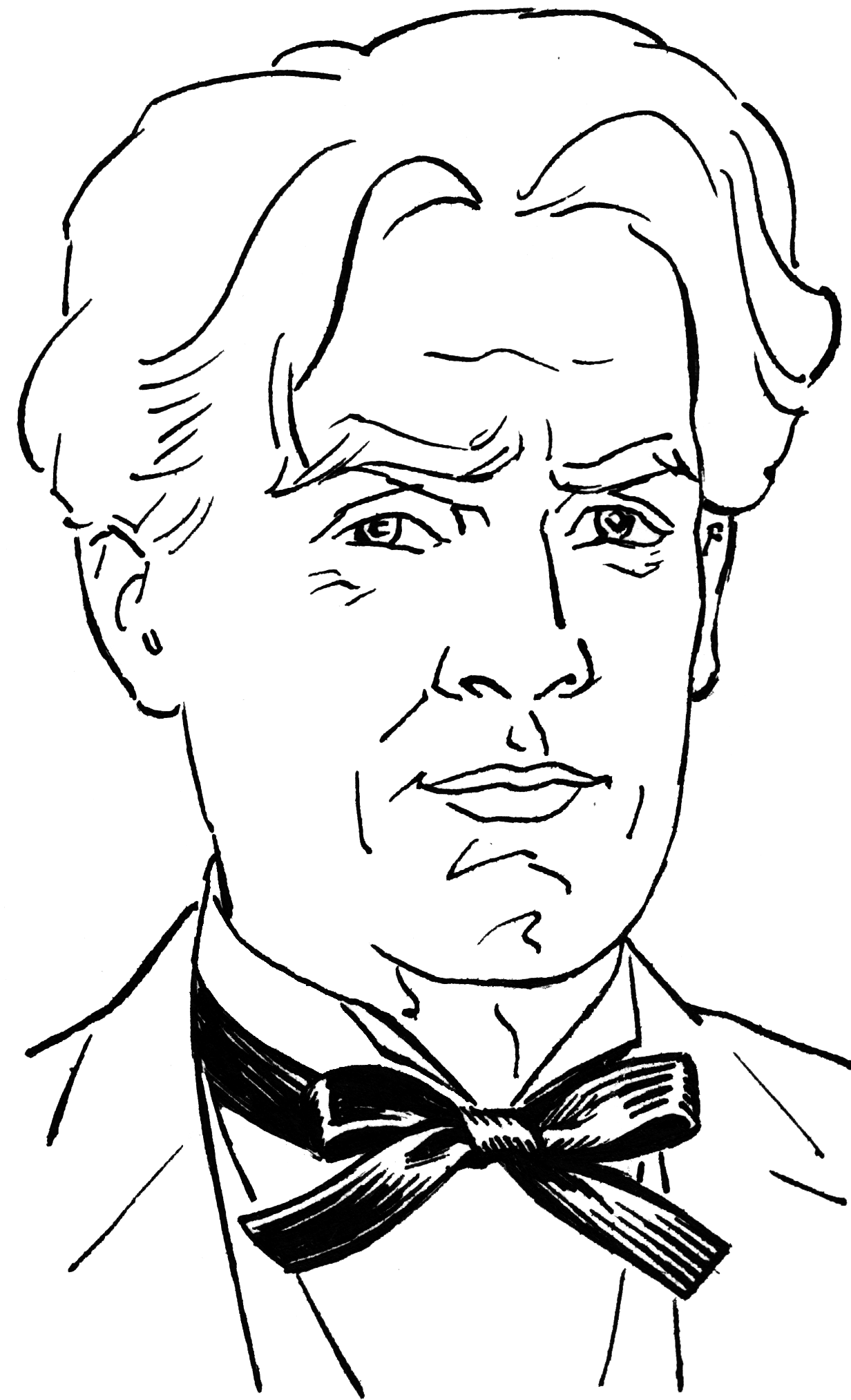
Tira estrecha anudada en forma de corbata de lazo.

### SiglosXIXyXX

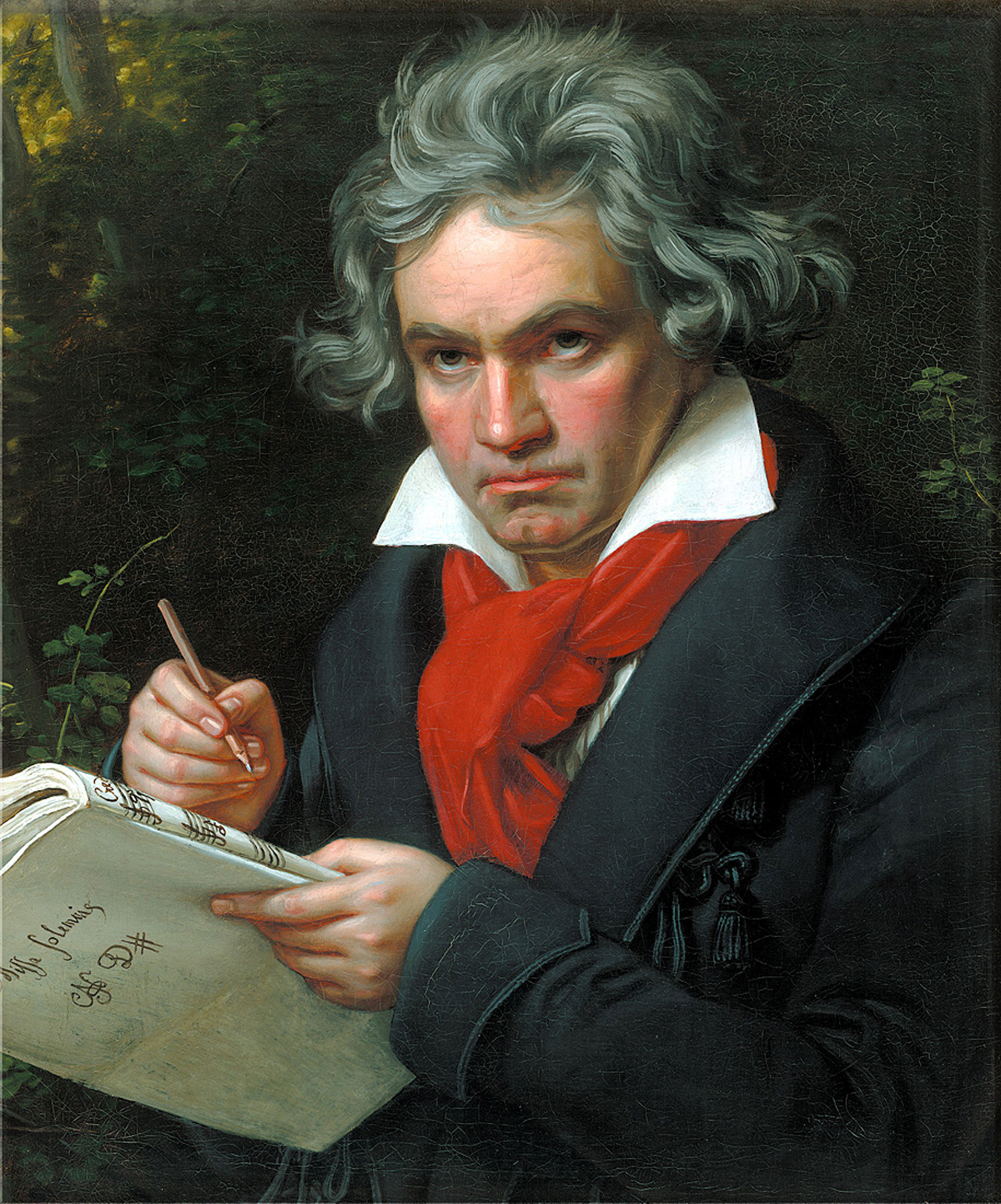
Retrato de Beethoven en los años 1820, con corbata enorme

Vino luego el momento de los incroyables, gente elegante y extravagante cuya corbata tenía enormes dimensiones y llegaba casi a esconder la barbilla y el labio inferior. Fue importante en este periodo la persona de Beau Brummell que para anudarse su corbata necesitaba la ayuda de dos mozos. Él mismo introdujo el empleo del almidón para que mantuviera su rigidez. En los primeros años del siglo XIX la forma de la corbata empezó a acercarse a la actual, aunque fuera más voluminosa y existieran solo tres colores: gris, negro y blanco. La moda había empezado a homologarse con algunas excepciones como el tipo lavallière, caracterizada por dos partes iguales en ancho y largo, que se volvió el emblema de los artistas y de los revolucionarios.[cita requerida]
Con la reducción de las dimensiones del cuello de la camisa, para anudar la corbata se hacía un solo giro alrededor del mismo. Fueron aquellos los años en los cuales la corbata se difundió en todo el mundo. Las más típicas eran el nudo (o corbata larga), la galla (o papillón) y el plastron (ascot, o bufanda a la inglesa).
En época de Napoleón, este llevaba siempre corbata negra con borde blanco, hasta que la mañana del 18 de junio de 1815 decidió cambiarse de corbata, perdiendo ese día la batalla de Waterloo, según indica el señor Beausset, prefecto de palacio. A partir de este momento, el arte de anudarse al cuello un pedazo de tela se ha convertido en el signo más elegante de vestir del hombre. Ya en L'Art de se mettre la cravatte, publicado en París en 1827 y atribuido a Honoré de Balzac, se pone de manifiesto la importancia de esa prenda, con la descripción de veintidós maneras distintas de anudarse la corbata; por ejemplo, Windsor (inglés), medio Windsor (español), four-in-and (americano), etcétera. [cita requerida]

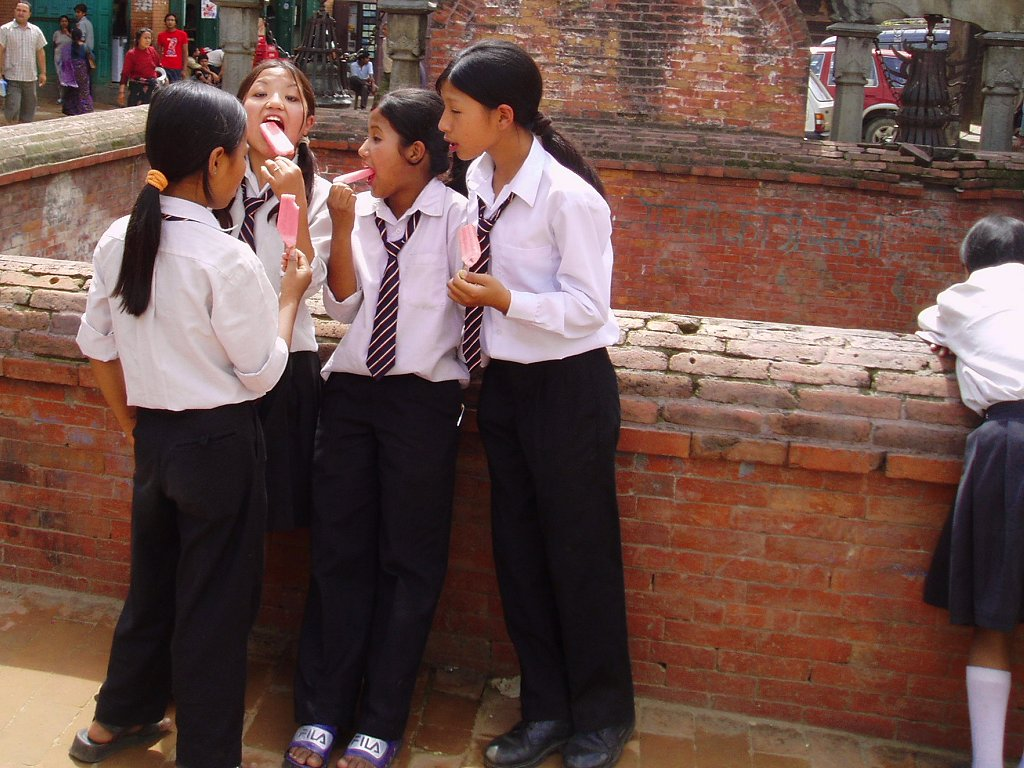
Niñas con corbata de uniforme escolar.

Las precursoras de las corbatas tal y como se las conoce hoy día son las que se usaban en clubes y colegios. Por ejemplo, en 1880, los miembros de la Universidad de Oxford se ataban las cintas de los sombreros alrededor del cuello. Así, el día 25 de junio de 1880, se creó la primera corbata del club, que confeccionara esta prenda con los colores correspondientes. De esta manera, la idea se fue propagando en los otros clubes, universidades y colegios.
La corbata moderna existe, en su forma actual, desde 1924, ya que alguien llamado Jesse Langsdorf encontró una manera de cortar la corbata con el menor desperdicio posible de tela, y la solución fue trazar un ángulo de 45 grados en la trayectoria del dibujo. Además, la seda no la cortó en una sola pieza, sino en tres, que se cosían luego en otro proceso. Patentó su invento y más tarde lo vendió en todo el mundo. Hoy en día, la mayoría de las corbatas se confeccionan de esta manera.[cita requerida]
A partir del año 2018 se ha comenzado a utilizar corbatas más informales, ya que las políticas de vestimenta en las oficinas han cambiado.

## Actualidad
La corbata en la actualidad es utilizada según el ámbito. Por ejemplo, en empresas relacionadas con la tecnología o empresas lideradas por personas jóvenes no suele utilizarse, mientras que en otros ámbitos, como la justicia, es la regla. Por ejemplo, un caso que llama la atención es que en la provincia de Chubut (Argentina) el Tribunal Superior de Justicia determinó la obligatoriedad de la utilización de corbatas en audiencias judiciales.

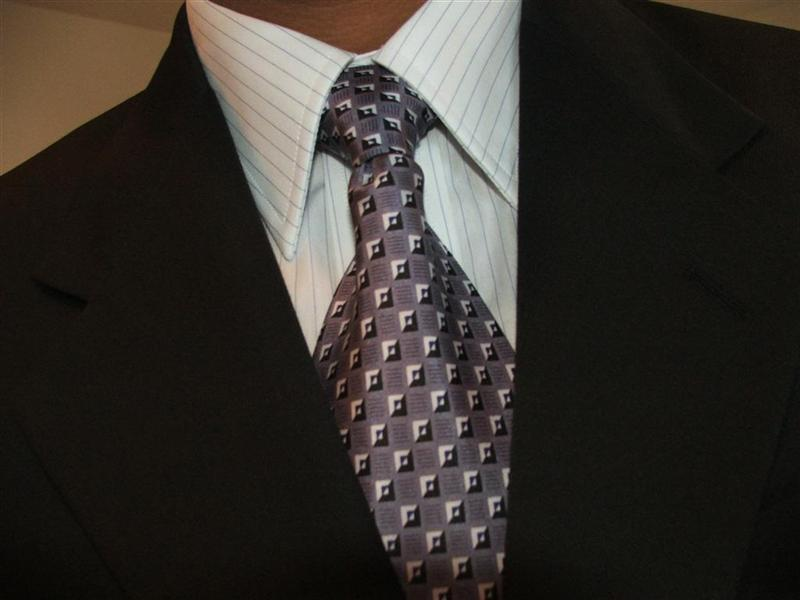
Corbata ancha sobre un traje.

## Principios de fabricación

### Tejido de confección
Todas las corbatas se confeccionan con un tejido.
El tejido de confección se elige por su calidad estética, cuya función principal es proporcionar los motivos de la corbata: motivos geométricos y figurativos, colores, reflejos.
Además de los motivos, también se puede preferir un tejido por sus cualidades táctiles (mano), su preciosidad o su facilidad de limpieza.
Los tejidos más utilizados son la seda, la lana, el lino, el poliéster y el cuero.
Para obtener patrones se utilizan tres procesos. Estos procesos pueden combinarse para obtener los patrones, en cuyo caso es el último proceso utilizado para confeccionar los patrones de tejido el que generalmente determina los patrones obtenidos y, en concreto, da nombre a la corbata.

#### Corbatas tejidas

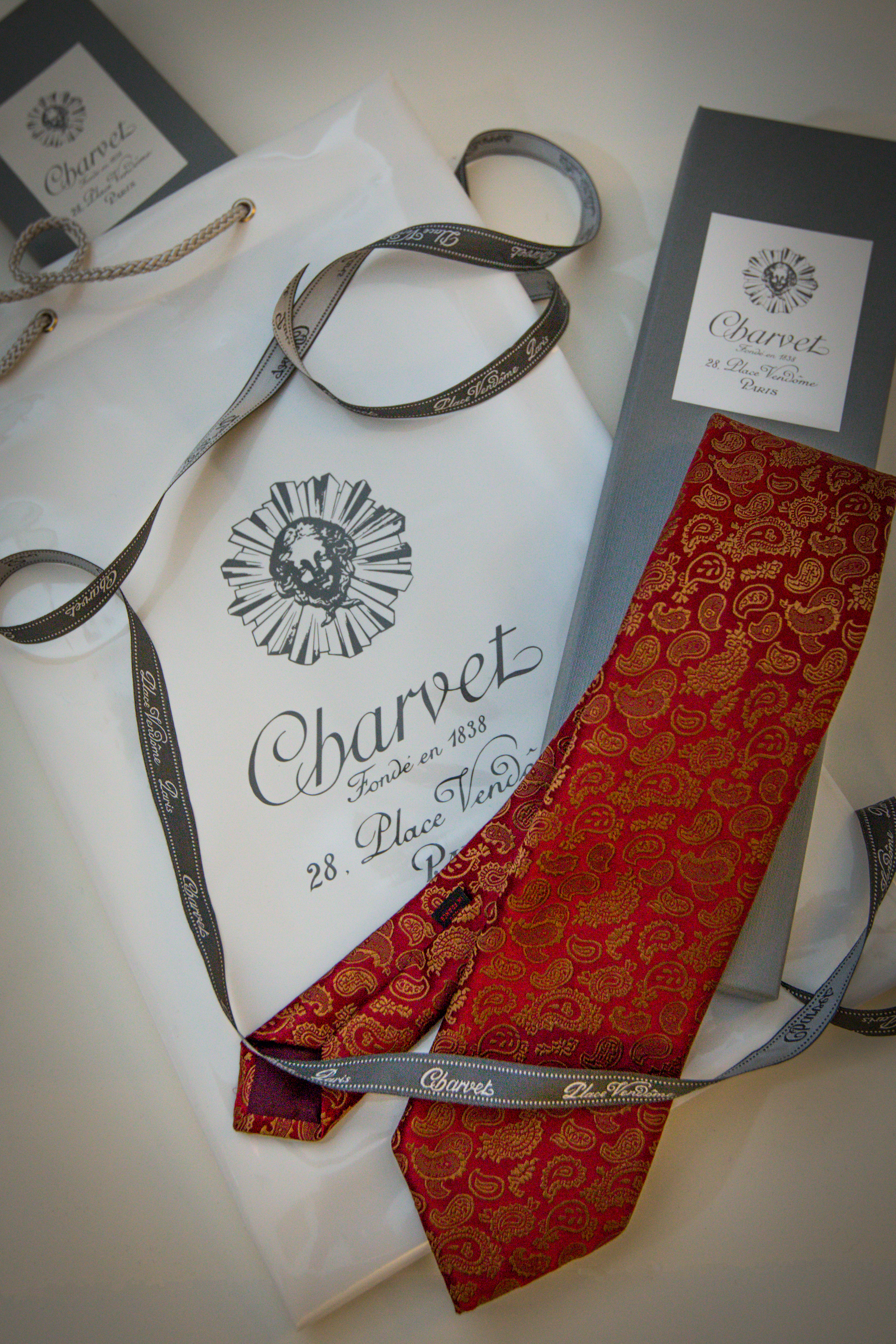
Corbata de la casa Charvet Place Vendôme de París.

Las corbatas tejidas son corbatas cuyos dibujos se forman durante el tejido mediante el entrelazado de hilos previamente seleccionados por su material, textura y el color con el que han sido teñidos. El tejido es el método preferido para obtener los dibujos de las corbatas de lana y lino. También se utiliza con el poliéster para obtener un efecto muaré. Con la seda, el brillo puede ajustarse para obtener contrastes que varían con el movimiento de la corbata y la exposición a la luz, o incluso para obtener un efecto metálico, una especialidad de la casa Charvet.

#### Corbatas estampadas
Las corbatas estampadas son corbatas cuyos motivos se obtienen sometiendo una tela, generalmente tejida con hilos teñidos de un color, o un material a la técnica de estampación de los motivos. Este método permite producir corbatas con motivos figurativos, motivos más finos que los obtenidos por tejido, o con colores muy diversos y complejos. El resultado suele ser mate o uniformemente brillante. Es el método preferido por la empresa italiana Marinella.

#### Corbatas teñidas
Las corbatas teñidas son corbatas cuyos dibujos se obtienen sometiendo un tejido o material a la técnica del teñido. Utilizada principalmente para cuero, también puede emplearse para obtener un efecto de nubes o niebla de colores.

### Procesos de montaje
Existen dos procesos principales de montaje de corbatas: el proceso de ensamblaje y el proceso de 7 capas.

#### El proceso de montaje
En la actualidad, tanto las corbatas artesanales como las industriales se fabrican generalmente ensamblando tres telas principales:
una tela de acolchado envuelta en dos telas;
la tela de recubrimiento en el lado expuesto y a lo largo de la parte destinada a quedar pegada al cuerpo ;
la tela de forro en los extremos de la parte destinada a estar pegada al cuerpo.
El tejido de acolchado es un tejido ligero pero relativamente grueso. Su función es dar grosor, sujetar y mantener la forma de la corbata.
mantener la forma de la corbata. Este tejido suele ser de algodón. Las indicaciones sobre el tejido utilizado (100 % seda, 80 % seda y 20 % lino...), en las etiquetas de las corbatas, son generalmente únicamente las del tejido exterior.
La tela del apósito se corta de modo que simplemente envuelva por completo la tela de acolchado y se cierra con puntadas. La tela del forro se corta de modo que simplemente cubra los extremos de la corbata, sin que la tela de acolchado quede oculta por la tela del forro; el forro se cose al forro.

#### La corbata de siete pliegues
.

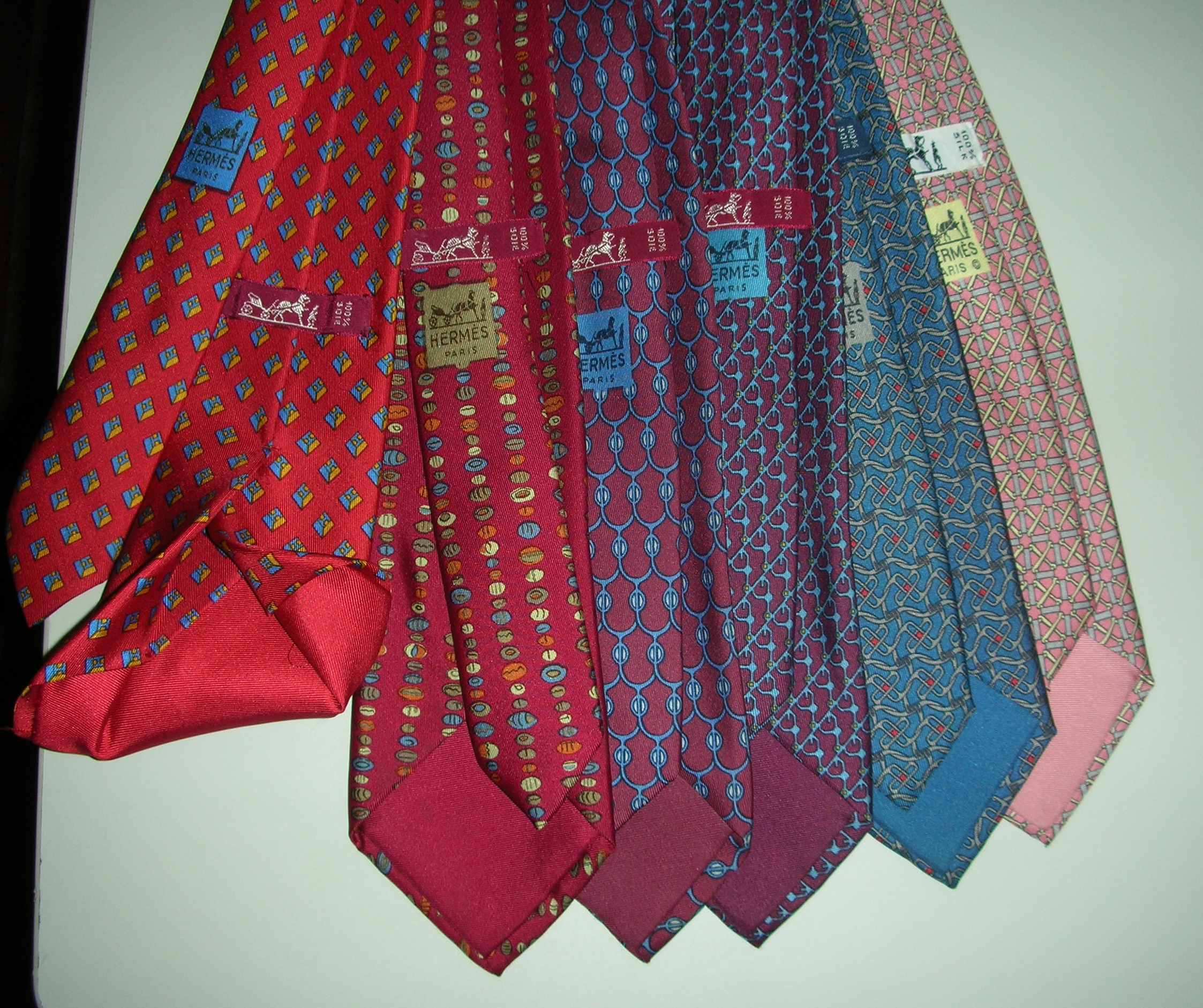
Corbatas estampadas de Hermes. En la corbata de la izquierda, el pliegue del extremo ancho indica una corbata de siete pliegues

El nombre de corbata de siete pliegues se refiere a las corbatas hechas con una sola pieza de tela que forma el grosor de la corbata.
El origen del nombre "sept plis" se refiere al proceso de montaje: la tela (ya sea sólo de vestir, o forrada finamente sin relleno) se corta en una forma específica. A continuación, este trozo de tela se dobla siete veces para darle la forma, el grosor y la sujeción adecuados.
la forma, el grosor y la sujeción de la corbata. El pliegue se enrolla sobre sí mismo y se cierra con puntadas.
También existen corbatas de nueve pliegues basadas en el mismo principio.
Por último, existen corbatas falsas de siete pliegues. La apariencia de estas corbatas falsas se basa en el hecho de que, desde el exterior, sin desmontar la corbata, la única forma de comprobar el proceso de fabricación de siete pliegues es ver seis (el 7.º más allá de la puntada) o siete de los pliegues en los extremos de la corbata. Basándose en este medio falible de comprobación, algunas empresas han tenido por tanto la idea de fabricar y vender corbatas con el nombre de "siete pliegues" en las que han realizado pliegues en el extremo ancho o en ambos extremos, pero, más allá de este doblez, habiendo fabricado esta corbata siguiendo el método de montaje descrito anteriormente: al desmontar estas corbatas se descubre entonces que los pliegues se detienen justo por encima de la costura, y que el interior de la corbata está relleno de guata. La fabricación de una corbata de siete pliegues con una gran cantidad de tela de tapicería, a menudo seda, al mismo precio o a un precio inferior que las corbatas confeccionadas por montaje es un indicio de que se trata de una corbata de siete pliegues falsa.

## Nudos de corbata

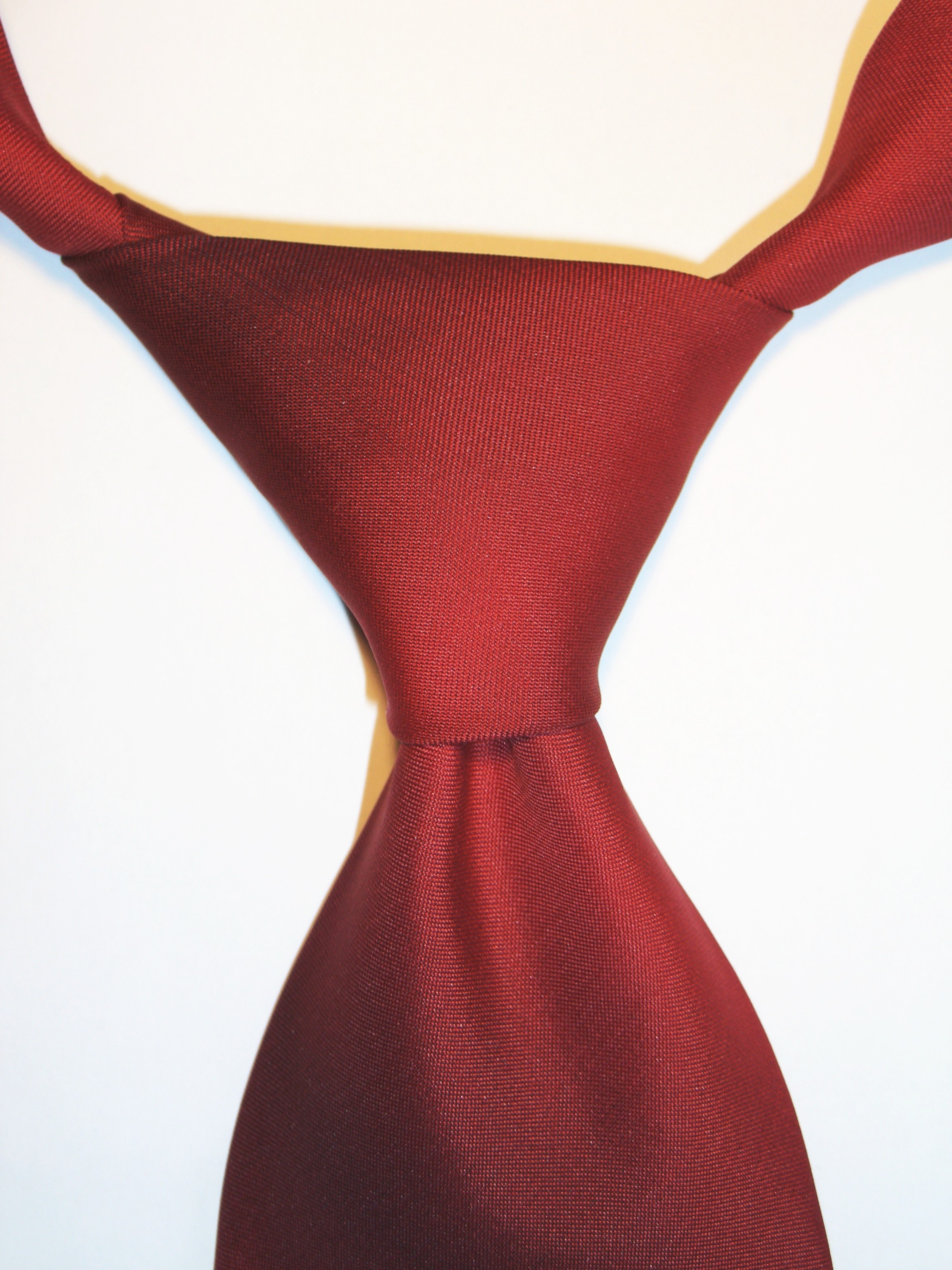
Nudo Windsor, con hoyuelo en el medio

Existen diferentes tipos de nudos. Los más conocidos son el nudo inglés y el nudo francés, diferenciándose entre ellos únicamente en que para el francés hay que dar una vuelta adicional a la tela, generándose un nudo más voluminoso, y considerado generalmente como más elegante.
Existen distintas maneras de anudar la corbata: 
- Nudo simple o four in hand o francés

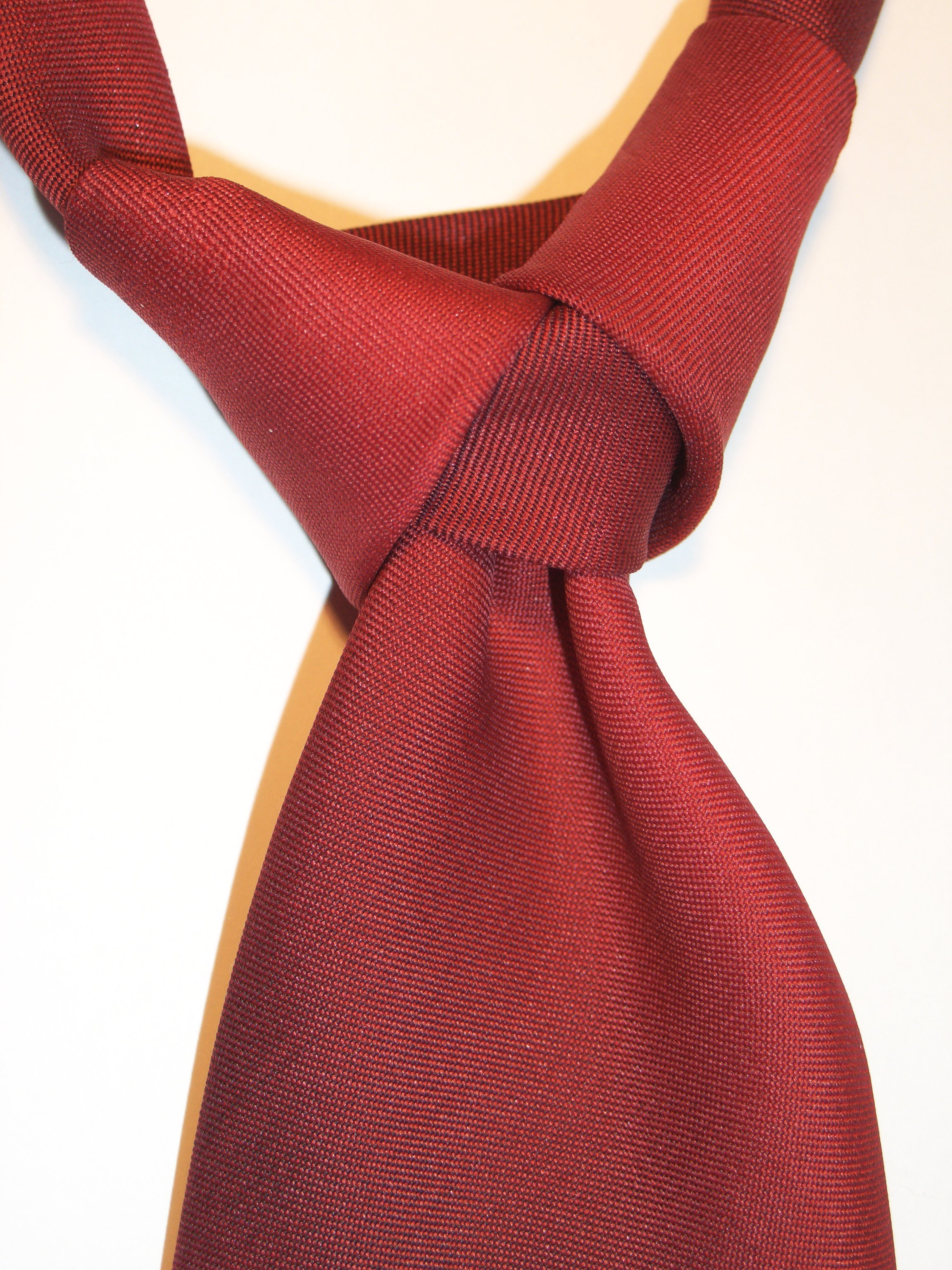
Este nudo, a veces denominado atlántico, se caracteriza por hacerse con el nudo aparente, al revés del nudo Windsor

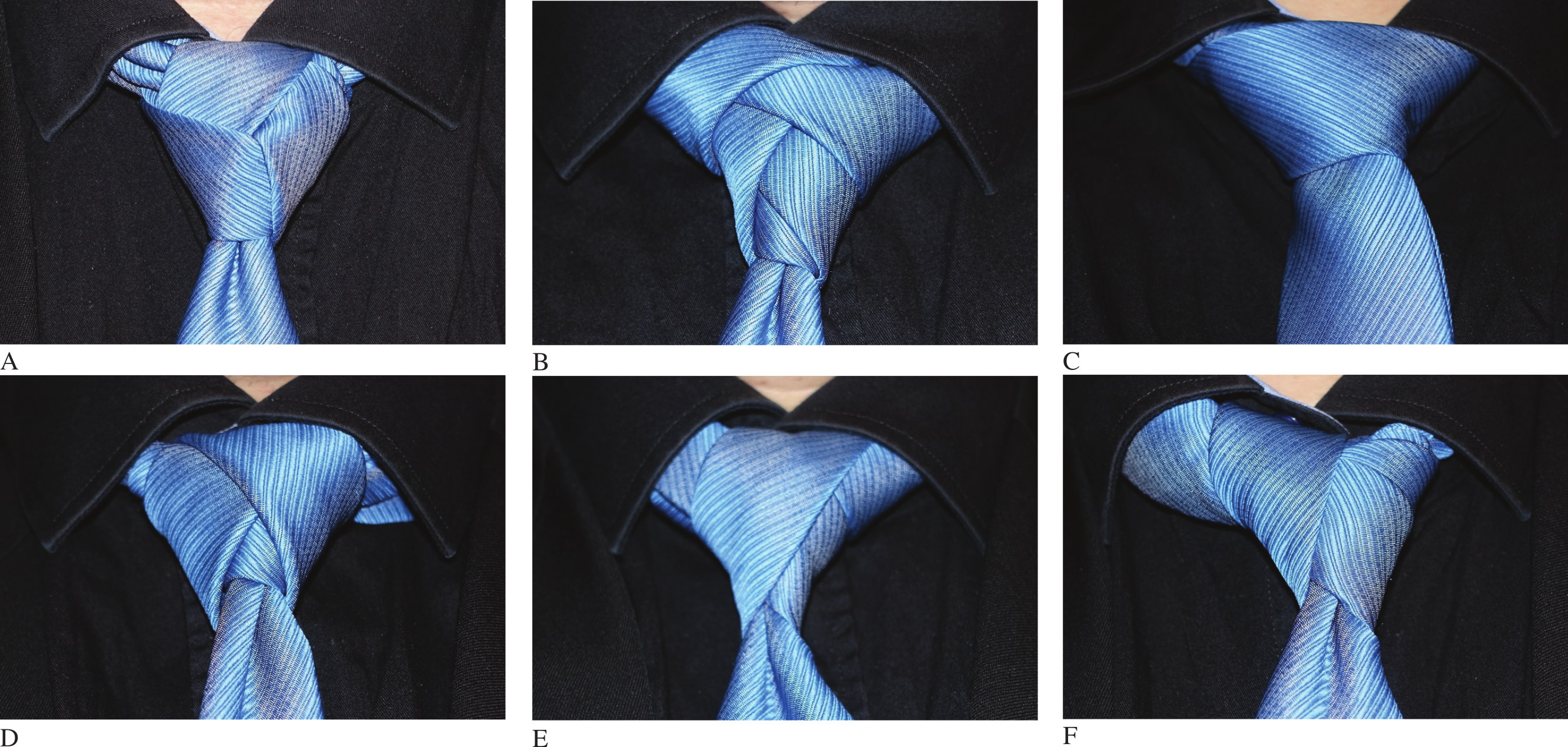
Ejemplos de tipos de corbata.Fila de arriba y de izquierda a derecha: el Trinity, el Eldredge y el Balthus. Fila de abajo: otros tipos de nudos.

- Nudo doble simple o inglés
- Nudo de corbata Windsor
- Nudo trinidad
- Nudo Pratt
- Nudo Ediety

### Nudo four in hand o francés
El nudo de corbata four in hand (a cuatro manos) es un método para anudarse una corbata. También se conoce como nudo simple o nudo colegial, debido a su simplicidad y estilo. Algunos informes afirman que los conductores de carruajes ataban sus riendas con un nudo cuatro en mano, mientras que otros afirman que los conductores de carruajes llevaban sus pañuelos a la manera de un cuatro en mano, pero la etimología más probable es que los miembros del Club Cuatro en Mano de Londres empezaron a llevar la corbata, poniéndola de moda. El nudo producido por este método es del lado estrecho, notablemente asimétrico. En los uniformes del Ejército de los Estados Unidos y de la Marina de los Estados Unidos que incluyen una corbata, el nudo cuatro en mano es una de las tres opciones prescritas para anudarse la corbata, siendo las otras dos el medio Windsor y el Windsor

#### Anudado
El nudo de cuatro manos se anuda colocando la corbata alrededor del cuello y cruzando el extremo ancho de la corbata por delante del extremo estrecho. El extremo ancho se dobla por detrás del estrecho y se lleva hacia delante en el lado opuesto, se pasa por delante horizontalmente, se dobla por detrás del estrecho de nuevo, se lleva por encima del nudo desde atrás, se mete por detrás del paso horizontal y se tira del nudo hasta que quede bien ajustado. El nudo se desliza por el extremo estrecho de la corbata hasta que quede ajustado al cuello.
El libro The 85 Ways to Tie a Tie (Las 85 maneras de atar una corbata), por Thomas Fink y Yong Mao, describe muchas maneras de anudar una corbata.
Esta es una de las más sencillas:

Hay también una guía detallada en wikibooks sobre cómo hacer los distintos tipos de lazos de corbata en: How To Tie A Tie 

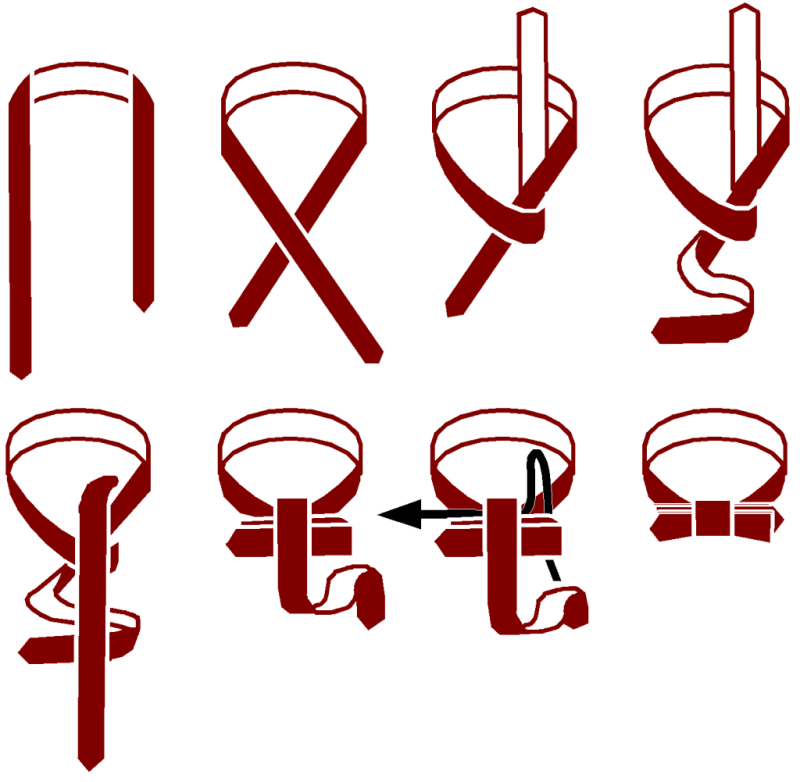
Cómo anudarse una corbata de lazo.

### Otra explicación gráfica

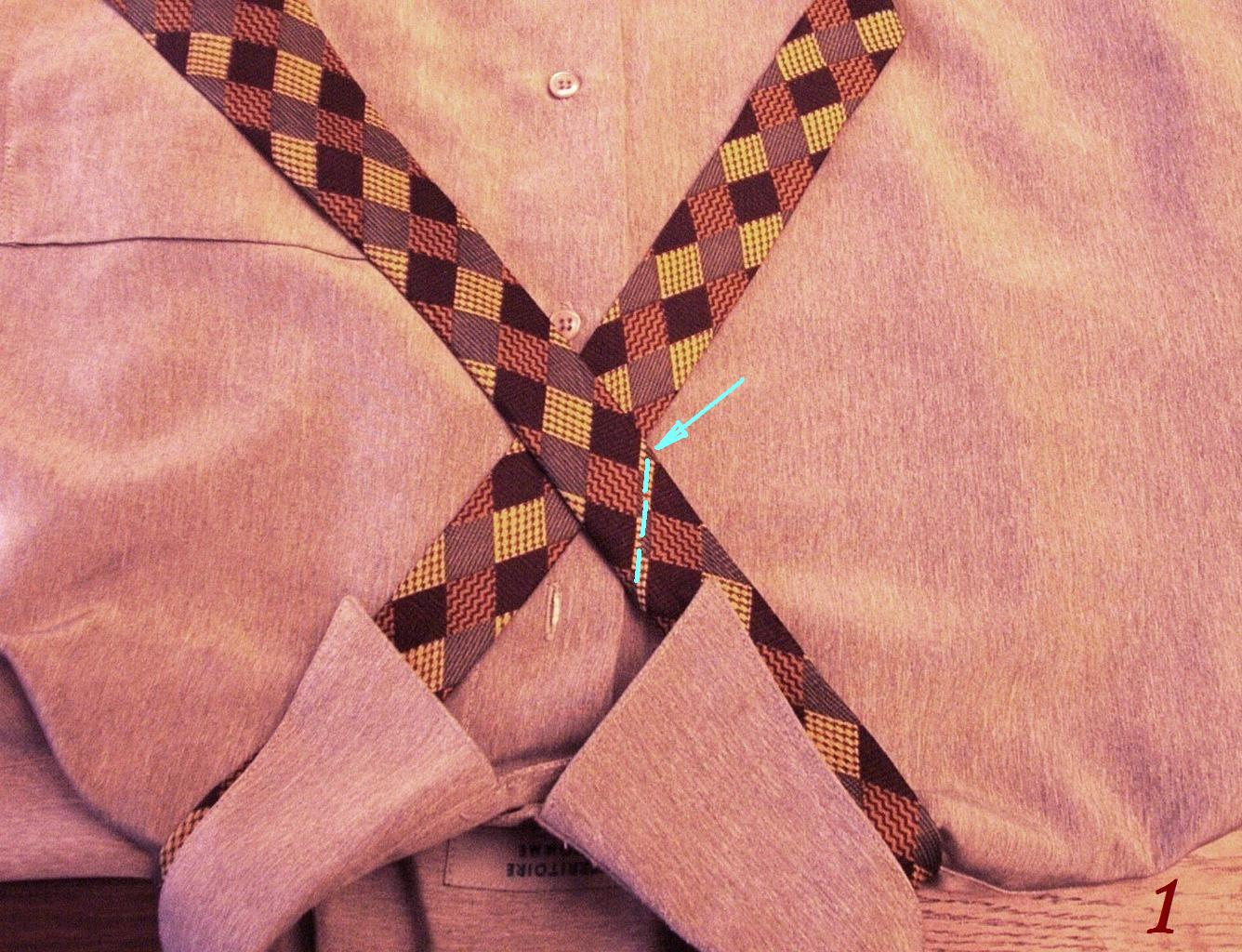
Pasar la corbata alrededor del cuello. Cruzar el extremo largo (el que luego queda encima visible) a nivel de la costura por encima del extremo corto (ver detalle Punto de vista de esta secuencia: desde el que se pone a sí mismo la corbata).
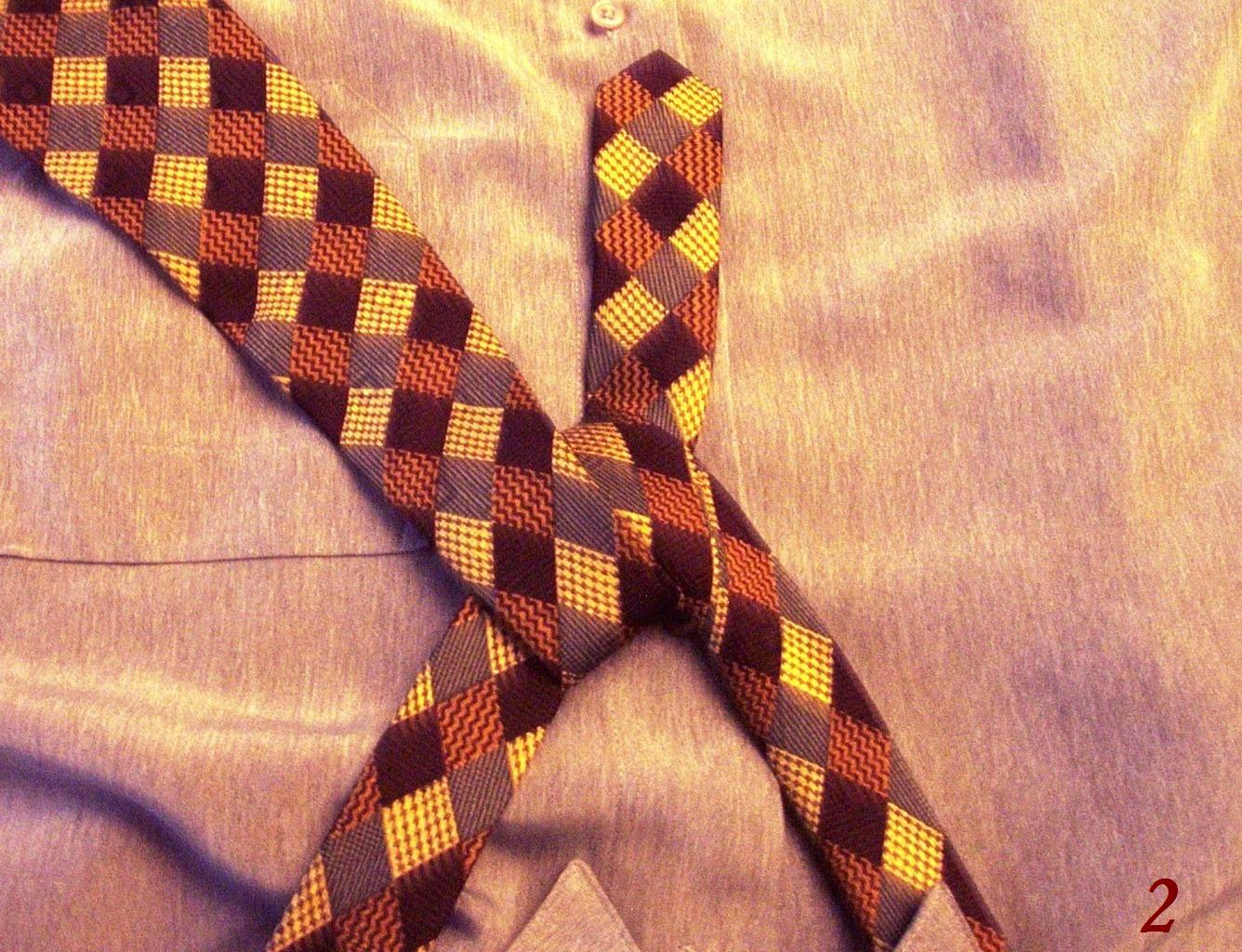
Hacer la vuelta. Dejar suelto el  nudo, no apretado.
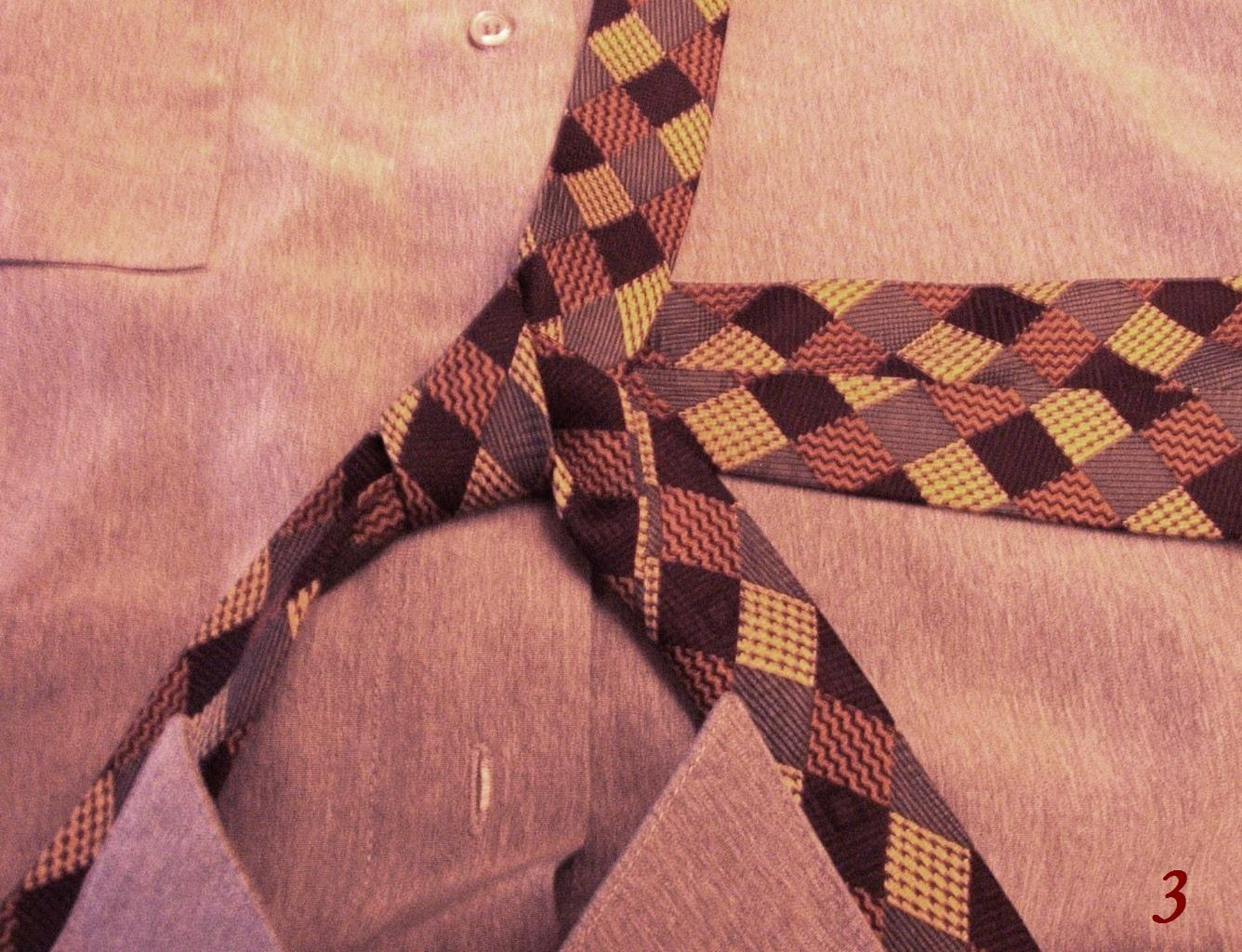
Pasar por detrás del extremo corto. Mantener la tensión.
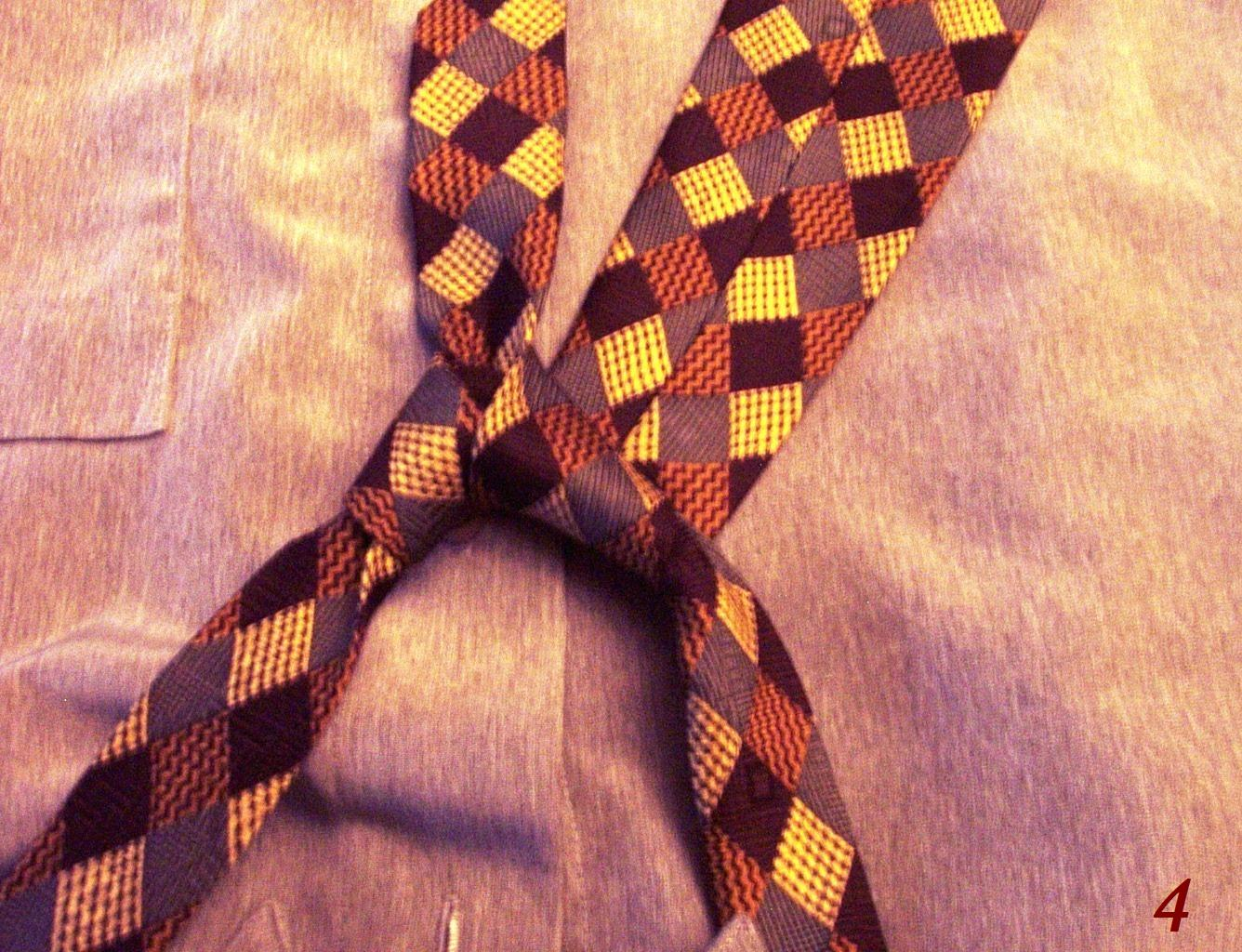
Dar la vuelta haciendo subir el segundo extremo. Mantener la tensión.
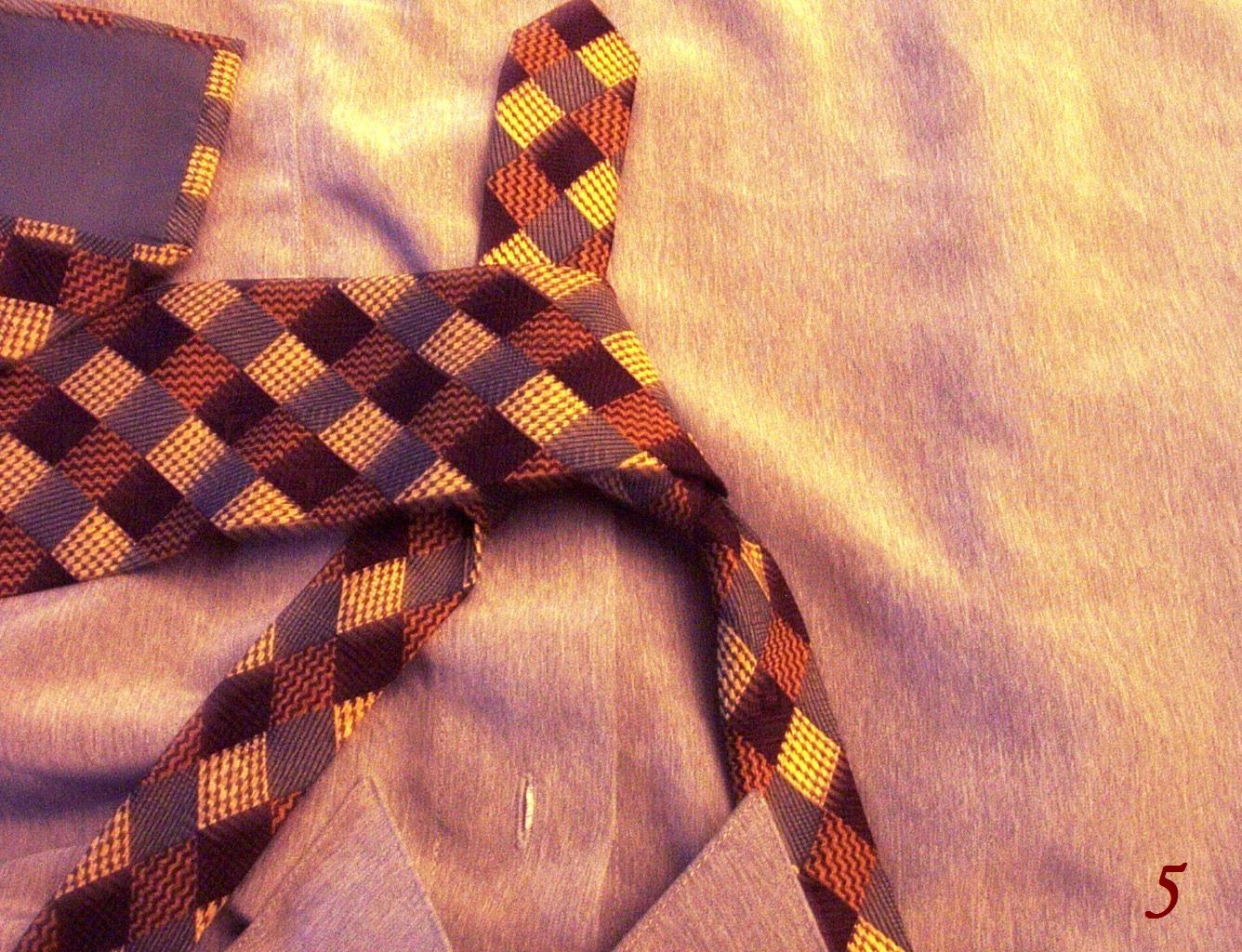
Pasar por delante del nudo. Esta parte constituye la parte final del nudo.
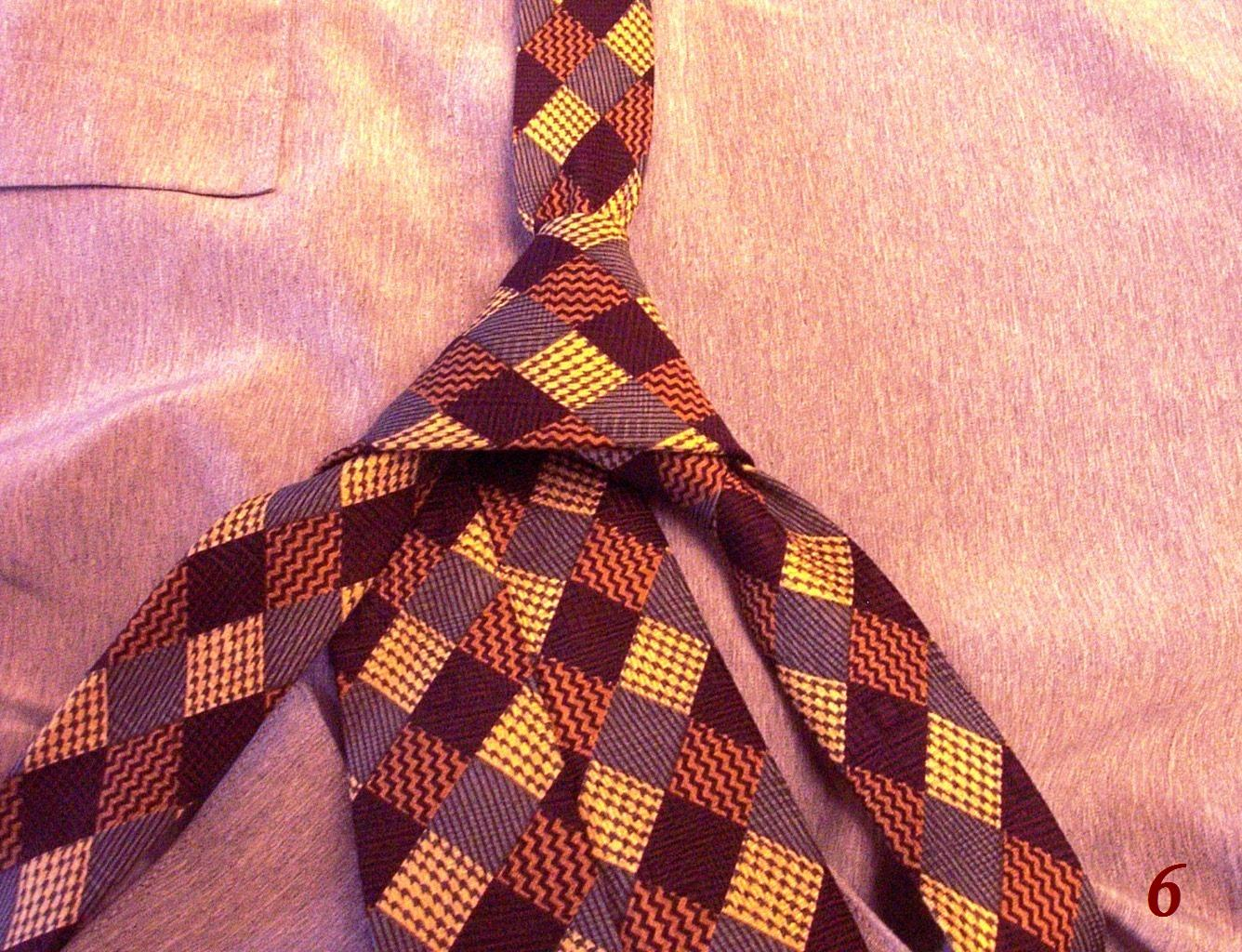
Pasar por detrás del primer extremo.
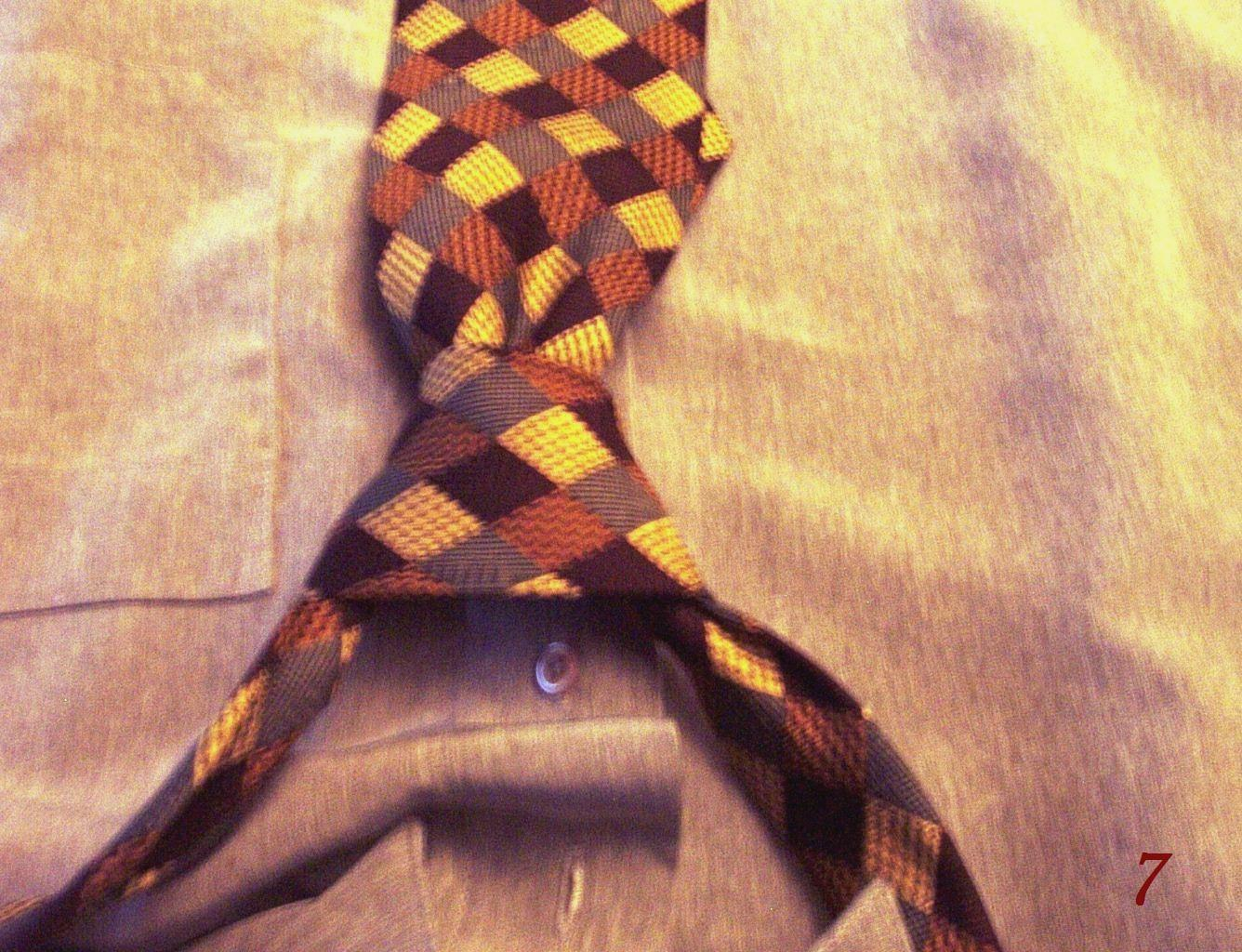
Meter en el nudo bajo el primer pliegue.
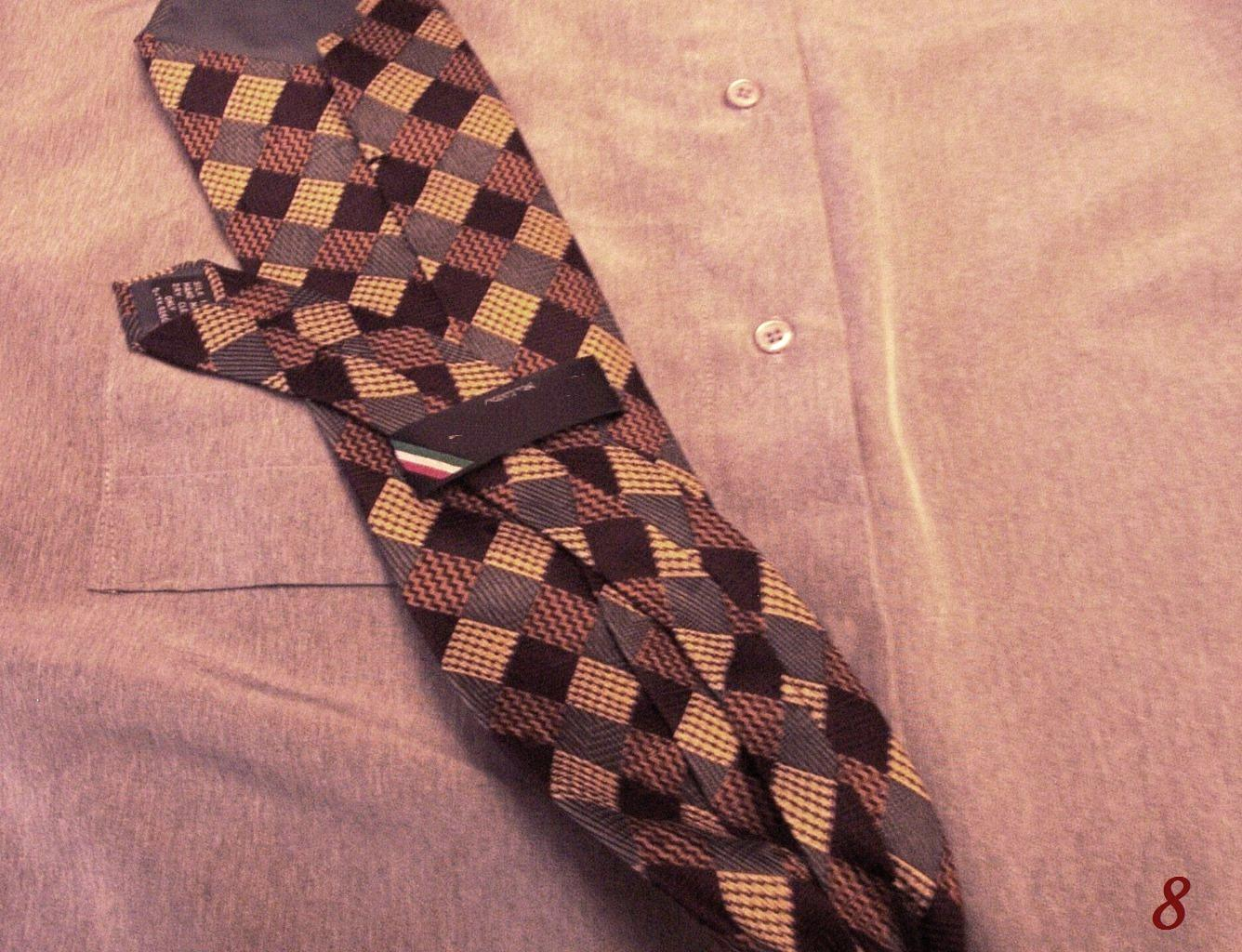
Ajustar el nudo tirando del extremo corto. Deslizar el extremo corto hasta ajustar.
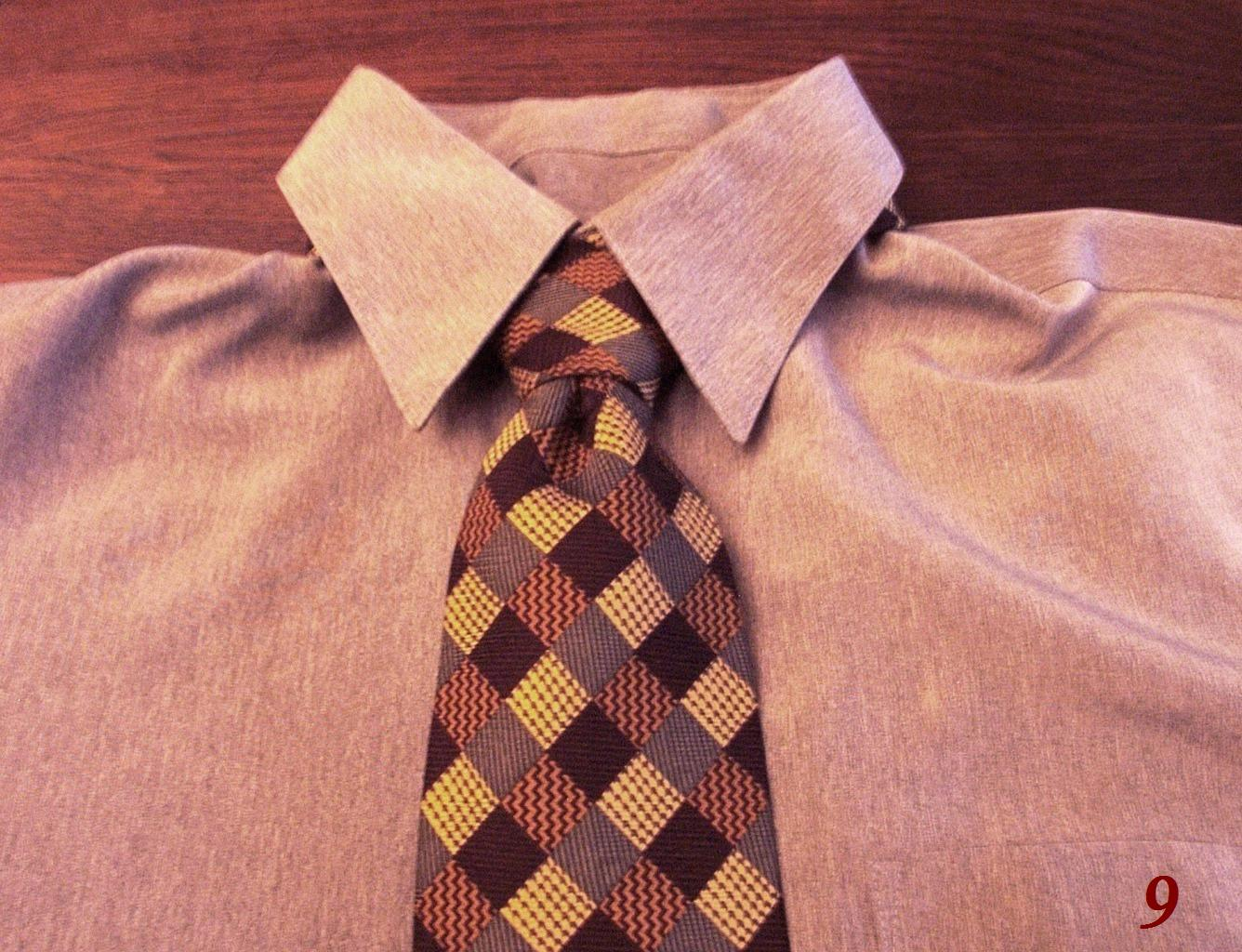
El nudo  puede tener o no un pliegue central (como en la foto), como se desee.
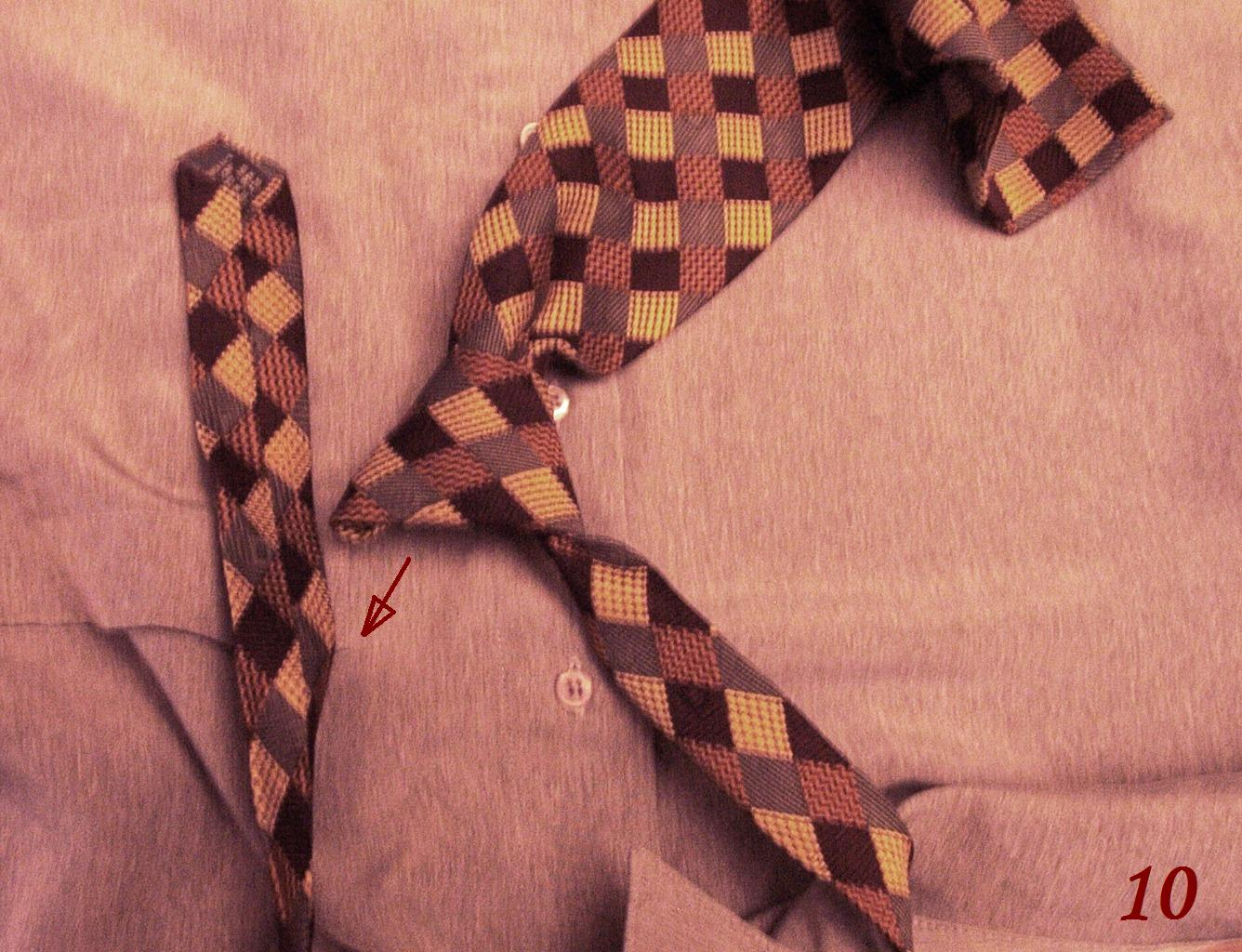
Para quitarse la corbata sacar completamente el extremo largo del nudo.
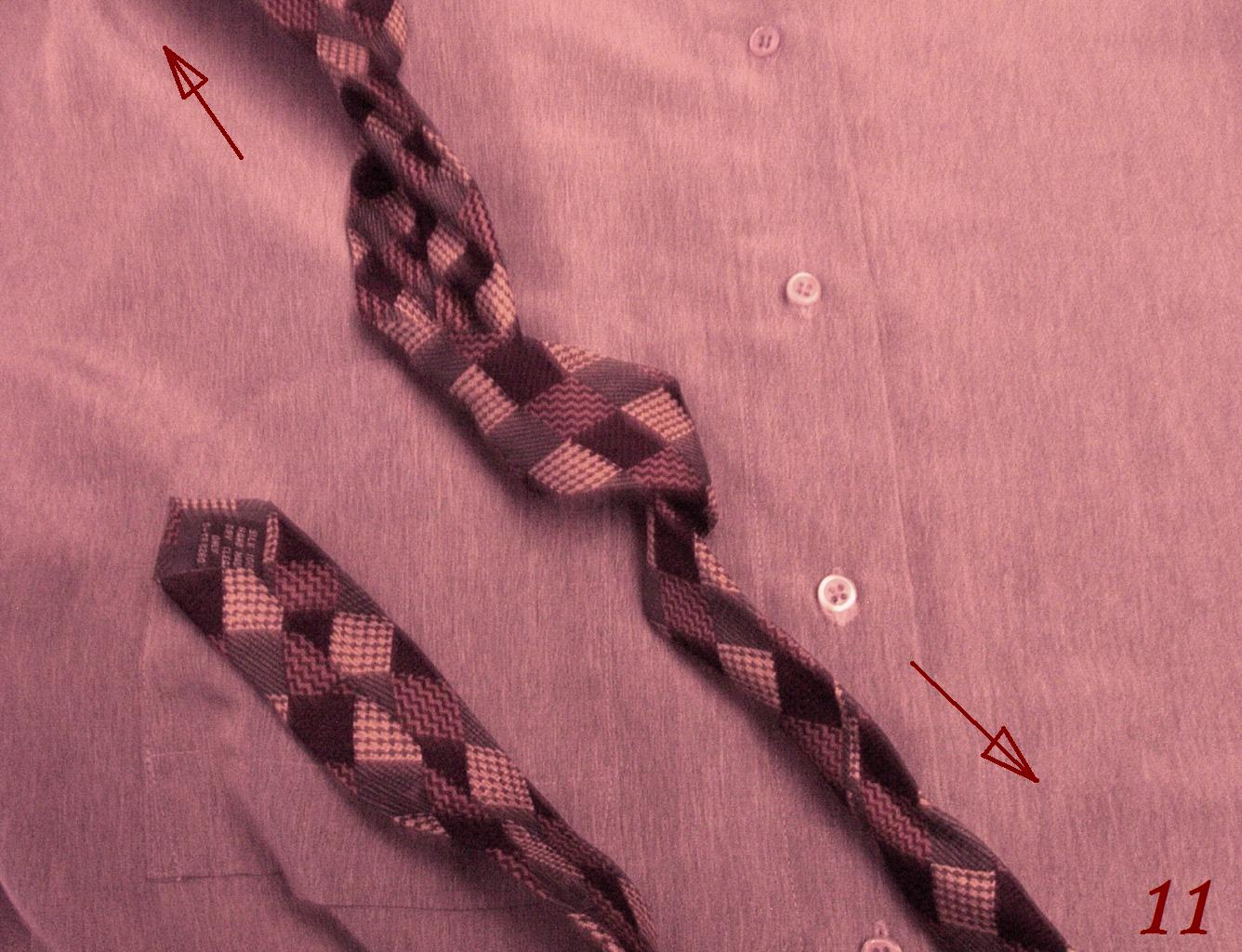
Deshacer el nudo tirando de ambos extremos.

## Véase también

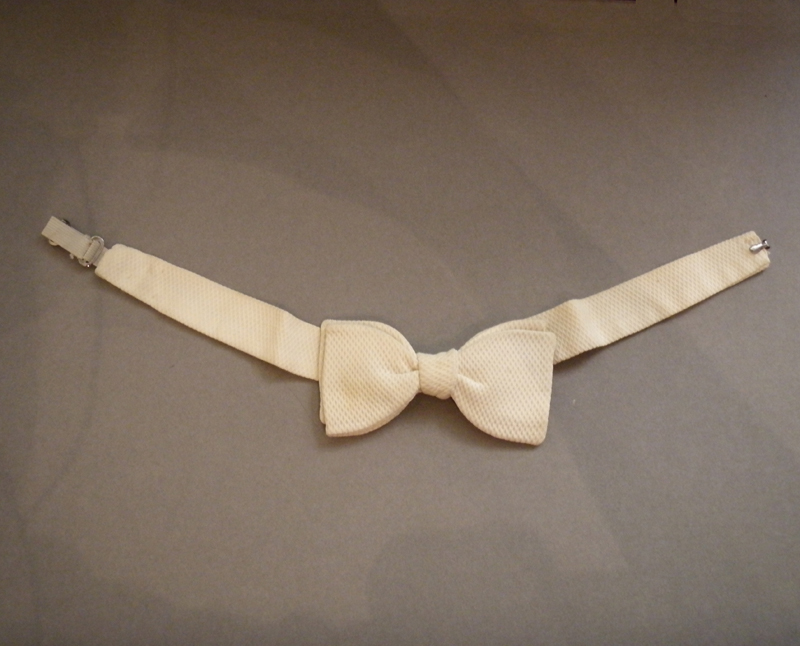
Corbata de moño, también llamada en España, pajarita.

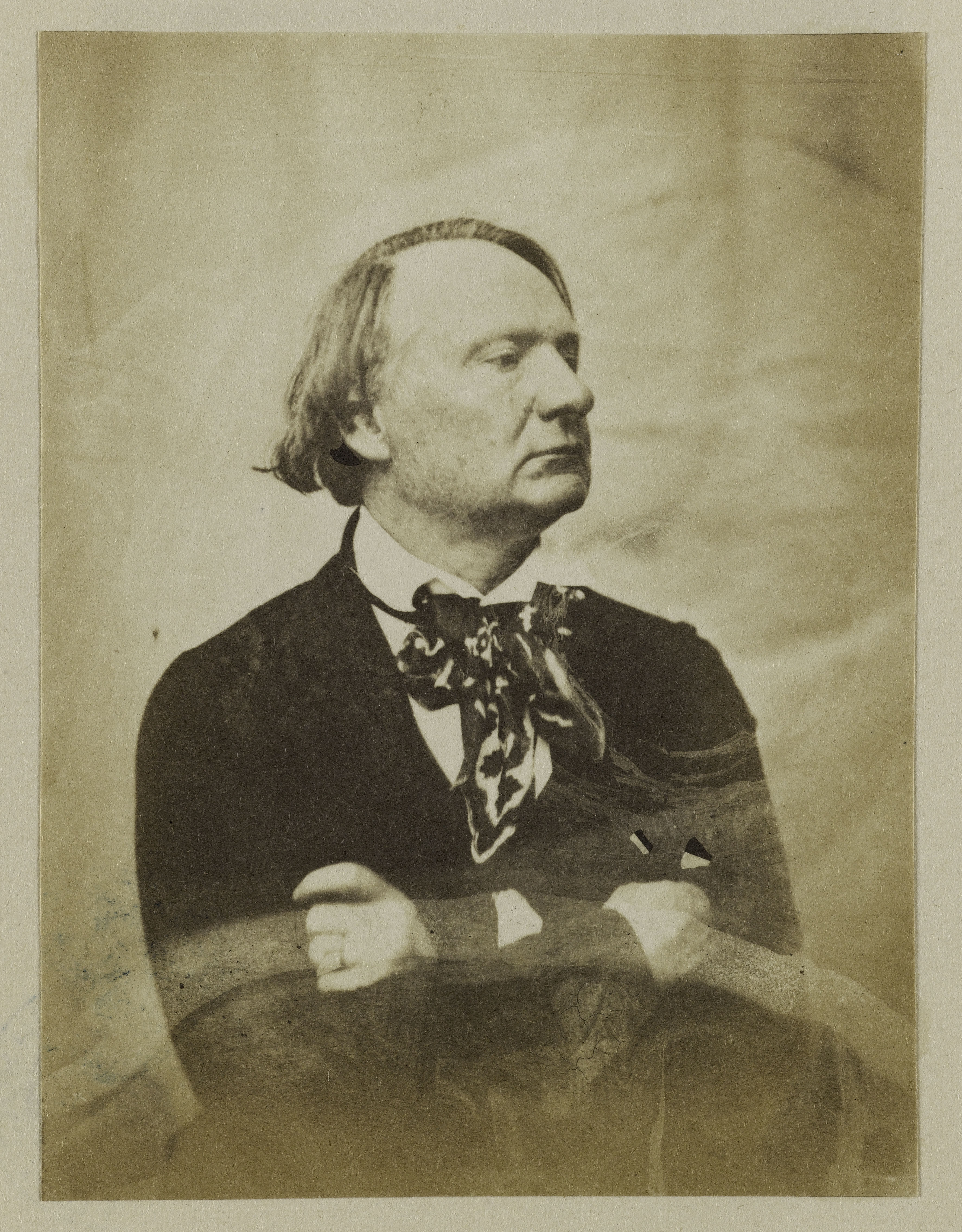
Víctor Hugo con un foulard alrededor del cuello.